# Скроня

Розташування скроні.

Скро́ня,  висо́к (лат. tempora) або скроне́ва діля́нка, виско́ва́ ділянка (лат. regio temporalis) — парна анатомічна ділянка голови людини між вухом і чолом, обмежена спереду, зверху і ззаду верхньою скроневою лінією тім'яної кістки, знизу — виличною дугою. Межею скроневої ділянки з очницею є лобовий відросток виличної кістки та виличний відросток лобової кістки. Під скронею лежить скронева кістка.
Межі скроневої ділянки відповідні контурам скроневого м'язу, що їх можна визначити за стиснення зубів.
Шкіра скроневої ділянки тонка, більшою мірою в її передньому відділі; підшкірна клітковина рихла. У задньому відділі скроневої ділянки наявний волосяний покрив. Перші сліди посивіння волосся, які є ознакою плину часу, з'являються на скронях, що має свій відбиток в латинській мові: лат. tempus - час, temporalis - скроневий.

## Анатомія
Кладисти класифікують наземних хребетних на підставі наявності у них скроневих отворів. Хребетних без скроневих отворів називають анапсидами. М'яз, який починається від скроневої кістки і кріпиться до нижньої щелепи називається скроневим м'язом.
1. ↑  sum20ua.com https://sum20ua.com/?page=363&searchWord=Висок&wordid=10827. Процитовано 21 серпня 2024. {{cite web}}: Пропущений або порожній |title= (довідка)
2. ↑  sum20ua.com https://sum20ua.com/?page=360&searchWord=Висковий&wordid=10705. Процитовано 21 серпня 2024. {{cite web}}: Пропущений або порожній |title= (довідка)